# Cementiri americà de les Ardenes
El Cementiri americà de les Ardenes (en anglès Ardennes American Cemetery) a Neuville-en-Condroz, un nucli de Neupré (Bèlgica), és un dels catorze cementiris americans construïts fora del territori federal després de la fi de la Segona Guerra Mundial.
El siti funeral d'un 36,5 hectàrees va acollir les despulles de 5.328 soldats, del qual la major part va morir en la batalla de les Ardenes. Un primer cementiri provisional va crear-se al 8 de febrer de 1945, per a l'endemà de l'alliberament de l'ocupació alemanya. L'estat belga va cedir el terra a perpetuïtat als Estats Units d'Amèrica.
Un mausoleu dissenyat pels arquitectes Reinhard, Hofmeister & Walquist i el paisatgista Richard K. Webel va construir-se a l'encreuament de les dues avingudes centrals. A la façana meridional hi ha un baix relleu amb l'àguila americà acompanyat de tres figures al·legòriques que representen la Justícia, la Llibertat i la Veritat. Les parets interiors meridional, oriental i occidental són decorades de mapes que il·lustren les batalles de les Ardenes, de la Renània, l'operació Overlord, el desembarcament de Normandia i de la Costa Blava.
Amb el Cementiri americà d'Henri-Chapelle són els dos cementiris més importants dedicats als soldats americans morts a la Segona Guerra Mundial de Bèlgica.

## Visites
El monument és obert tots els dies de les 9 del matí fins a les 5 del vespre, excepte el 25 de desembre i l'1 de gener. Sempre hi ha un encarregat que pot donar informacions i acompanyar familiars als sepulcres.